# Développement économique Canada pour les régions du Québec
L'Agence de développement économique du Canada pour les régions du Québec est une agence du gouvernement du Canada. Ses programmes se consacrent à l'appui financier aux petites et moyennes entreprises (PME) et aux organismes à but non lucratif (OBNL). L'appellation courante de l'Agence est Développement économique du Canada pour les régions du Québec, fréquemment abrégée comme Développement économique du Canada ou sous l'acronyme DEC.

## Historique
Le 13 juin 1991, le gouvernement prend une série de décrets en Conseil privé qui désignent comme ministère le secteur de l'administration publique fédérale connu sous le nom du Bureau fédéral de développement régional (Québec) et charge Jean-Claude Lebel de l'administration dudit Bureau. Ce ministère est placé sous la responsabilité de Benoît Bouchard, ministre de la Santé nationale et du Bien-être social.
Le 23 février 1998, par décret du Conseil privé n° 1998-0189, remplace la dénomination du « Bureau fédéral de développement régional (Québec) » par sa nouvelle dénomination - « Agence de développement économique du Canada pour les régions du Québec ». 
Selon sa loi constituante entrée en vigueur le 5 octobre 2005, l'Agence a pour mission de « promouvoir le développement économique à long terme des régions du Québec en accordant une attention particulière aux régions à faible croissance économique ou à celles qui n'ont pas suffisamment de possibilités d'emplois productifs ».
DEC, dont le siège social est actuellement établi à Montréal, possède des bureaux d'affaires à travers la province de Québec.
Depuis le 12 novembre 2015, le ministre fédéral responsable de DEC est l'honorable Navdeep Bains.
Depuis le 27 juin 2016, DEC est administré par Manon Brassard à titre sous-ministre/présidente  (nomination par décret du Conseil privé n°2016-0450) en remplacement de Marie Lemay, qui dirigé l'Agence de novembre 2013 à avril 2016 (elle est devenue sous-ministre des Services publics et de l'Approvisionnement du Gouvernement du Canada).